# Поплин
Поплин е тежък, траен плат, традиционно тъкан от копринена основа и камгарен вътък, но и от вълна, памук и изкуствена коприна. Структурата на плата е на ивици, като при рипса, като копринената страна на плата се отличава с блясък и мекота.
Името на плата е дошло от френската дума papeline: плат, който се е тъкал в Авиньон, Франция. Той на свой ред е бил кръстен така в чест на папата, който е имал там резиденция. В последните години думата често се използва като разговорен синоним на стопроцентов памук.
Поплинът е подходящ за изработката на дрехи и дамаски. Трудно се мачка и лесно се глади с топла ютия, през плат. Може да се пере до 60° или почиства химически. 